# Карай-Салтыковский сельсовет
Карай-Салтыковский сельсовет — сельское поселение в Инжавинском районе Тамбовской области Российской Федерации.
Административный центр — село Карай-Салтыково.

## История
Статус и границы сельского поселения установлены Законом Тамбовской области от 17 сентября 2004 года № 232-З «Об установлении границ и определении места нахождения представительных органов муниципальных образований в Тамбовской области».

## Население
| 2010  | 2012  | 2013  | 2014  | 2015  | 2016  | 2017  |
| ----- | ----- | ----- | ----- | ----- | ----- | ----- |
| 1441  | ↘1428 | ↘1421 | ↘1372 | ↘1344 | ↘1259 | ↘1216 |
| 2018  | 2019  | 2020  | 2021  |       |       |       |
| ↘1213 | ↘1177 | ↘1145 | ↗1195 |       |       |       |

## Состав сельского поселения
| № | Населённый пункт | Тип населённого пункта       | Население |
| - | ---------------- | ---------------------------- | --------- |
| 1 | Балакирево       | деревня                      | 4         |
| 2 | Беклемищево      | деревня                      | 12        |
| 3 | Карай-Пущино     | посёлок                      | ↘358      |
| 4 | Карай-Салтыково  | село, административный центр | ↘1032     |
| 5 | Кипец            | посёлок                      | 35        |